# بطولة ويمبلدون 1984
هنا قائمة ببطولات ويمبلدون لسنة 1984:

## الكبار

### فردي رجال
جون ماكإنرو هزم  جيمي كونرز, 6-1, 6-1, 6-2

### فردي سيدات
مارتينا نافراتيلوفا هزم  كريس إيفرت, 7-6, 6-2

### زوجي رجال
بيتر فليمنغ و جون ماكإنرو هزم  بات كاش و بول ماكنامي, 6-2, 5-7, 6-2, 3-6, 6-3

### زوجي سيدات
مارتينا نافراتيلوفا و بام شرايفر هزم  كاثي جوردان و آن سميث, 6-3, 6-4

### زوجي مختلط
جون للويد و ويندي تورنبل هزم  ستيف دينتون و كاثي جوردان, 6-3, 6-3

## الشباب

### فردي أولاد
مارك كراتزمان هزم  ستيفن كروجر, 6-4, 4-6, 6-3

### فردي بنات
أنابيل كروفت هزم  إيلنا رايناتش, 3-6, 6-3, 6-2

### زوجي أولاد
ريكي براون و روبي وايس هزم  مارك كراتزمان و يوناس سفينسن, 1-6, 6-4, 11-9

### زوجي بنات
كارولين كهلمان و ستيفاني ريهي هزم  فيكتوريا مليفيديسكايا و لاريسا سافشينكو, 6-3, 5-7, 6-4